# Wara Wara
Pour plus de détails, voir Fiche technique et Distribution.
Wara Wara  (« Étoile du sud » en aymara) est un long métrage muet bolivien tourné en 1930 par le réalisateur José Maria Velasco Maidana.
Équivalent d'un blockbuster actuel, le film fut tourné dans des paysages spécialement construit pour l'occasion, avec des acteurs  en costumes recrutés parmi la crème des artistes et des intellectuels boliviens du temps, dont le peintre Arturo Borda, le sculpteur Marina Nuñez del Prado et le poète Guillermo Viscarra Fabre.
Le film, qui avait disparu, a été reconstitué à partir de négatifs retrouvés dans une vieille malle. C'est le seul film bolivien de l'ère du cinéma muet à avoir été préservé.

## Synopsis
Le film raconte l'histoire d'un amour impossible entre Wara Wara, une princesse inca et Tristan de la Vega, un conquistador espagnol,,.
L'histoire se déroule au XVIe siècle, à l'époque de la conquête du Qulla Suyu et l'arrivée des conquistadors espagnols dans la région du lac Titicaca. Après la défaite de son peuple massacrée par les Espagnols, Wara Wara, jeune héritière de la lignée Inca, parvient à fuir et à se réfugier dans les montagnes. C'est là qu'elle rencontre Tristan de la Vega qui la sauve d'une tentative de viol commise par d'autres conquérants,.

## Histoire de la redécouverte du film
C'est en 1989 que Mario Fonseca, petit-fils du réalisateur, retrouva miraculeusement les négatifs abandonnés du film, superproduction considérée comme définitivement perdue, en ouvrant la malle de son grand-père dans la maison dont il venait d'hériter.
La restauration des bobines durera plus de vingt ans. La nouvelle version de Wara Wara, seul témoignage du cinéma bolivien muet, a été projeté en avant-première le 23 septembre 2010 à la Cinémathèque bolivienne de La Paz.

## Fiche technique
- Producteur : Urania Films
- Réalisation, montage et scénario : José Maria Velasco Maidana
- Camera et photographie : Mario Camacho, José Maria Velasco Maidana, José Jimenez Uria
- Scénographie: Arturo Borda
- Script: Antonio Diaz Villamil, José Maria Velasco Maidana
- Costumes: Martha de Velasco, Alicia Diaz Villamil[5],[6]

## Distribution
- Juanita Tallansier : Wara Wara

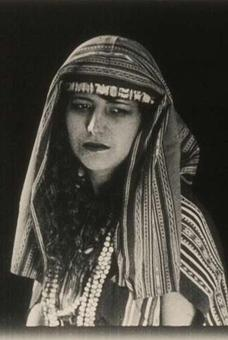
Juanita Tallansier

- José Maria Velasco Maidana : Tristan De La Vega
- Dámaso Eduardo Delgado : Arawicu
- Guillermo Viscarra Fabre : Le moine Valverde
- Emmo Reyes : Barbolin Gordillo
- Arturo Borda : Huillac Huma
- Marina Nuñez del Prado
- Marta de Velasco : Nitaya
- Ventura Pampa V. : Calicuma
- Raul Montalvo : Apu Mayta
- Eduardo Camacho : Pipinto
- Juan Capriles : Quipu Camayo
- Humberto Viscarra Monje
- E. Ruiz
- C. Málaga
- C. Gonzales[5],[6]